# Karl Moritz Zedtwitz
Karl Moritz Zedtwitz, též uváděn jako Karl Moriz Zedtwitz (18. února 1830 Čechy – 6. ledna 1915 Neuberk), byl rakouský a český šlechtic a politik německé národnosti, v 2. polovině 19. století poslanec Českého zemského sněmu a Říšské rady.

## Biografie
Narodil se v Čechách roku 1830. Pocházel z českoněmeckého šlechtického rodu Zedtwitzů, usedlého na Ašsku a to z jeho evangelické větve z Unter-Neubergu (dnes Podhradí). Jeho otcem byl hrabě Heinrich Albrecht Zedtwitz (1786–1849), matkou Anna von Zernek. Sídlil na statku Unter-Neuberg a Schönbach. Angažoval se ve vedení protestantské církve v Čechách.
V 60. letech 19. století se zapojil do zemské politiky. V zemských volbách v Čechách v lednu 1867 byl zvolen na Český zemský sněm v městské kurii (obvod Aš – Hranice). Mandát obhájil v tomto obvodu i v krátce poté konaných zemských volbách v březnu 1867. V zemských volbách roku 1870 kandidoval ve svém obvodu, ale porazil ho Georg Huscher. Následně se ale patrně členem zemského sněmu dodatečně stal, protože roku 1871 byl sněmem delegován do Říšské rady (viz níže). Zemským poslancem se stal v řádných zemských volbách roku 1872, nyní za velkostatkářskou kurii (nesvěřenecké velkostatky). Mandát v ní obhájil v zemských volbách roku 1878. Byl členem takzvané Ústavní strany (liberálně a centralisticky orientovaná strana, odmítající federalistické aspirace neněmeckých etnik), respektive Strany ústavověrného velkostatku coby jejího šlechtického spojence.
Zasedal také v Říšské radě (celostátní zákonodárný sbor), kam ho vyslal zemský sněm poprvé 13. dubna 1869 (tehdy ještě Říšská rada nevolena přímo, ale tvořena delegáty jednotlivých zemských sněmů). Znovu byl do vídeňského parlamentu zemským sněmem delegován v roce 1871. 20. února 1871 složil poslanecký slib, opětovně složil slib v Říšské radě 7. května 1872. Uspěl i v prvních přímých volbách do Říšské rady roku 1873, kdy sem byl zvolen za velkostatkářskou kurii, a mandát obhájil v následných volbách roku 1879, volbách roku 1885, volbách roku 1891, volbách roku 1897 a volbách roku 1901. V Říšské radě tak zasedal trvale po téměř 40 let.
Na Říšské radě se v říjnu 1879 uvádí jako člen staroněmeckého (staroliberálního) Klubu liberálů (Club der Liberalen). Od roku 1881 byl členem klubu Sjednocené levice, do kterého se spojilo několik ústavověrných (liberálně a centralisticky orientovaných) politických proudů. Za tento klub uspěl i ve volbách roku 1885. Po rozpadu Sjednocené levice přešel do frakce Německorakouský klub. V roce 1890 se uvádí jako poslanec obnoveného klubu německých liberálů, nyní oficiálně nazývaného Sjednocená německá levice. I ve volbách roku 1891 byl na Říšskou radu zvolen za klub Sjednocené německé levice. Po volbách roku 1897 se uvádí jako ústavověrný velkostatkář.
V září 1857 se oženil s Elise von Meidel (narozena 1838) a měli spolu šest dětí.
Zemřel v lednu 1915 na svém zámku v Neuberku u Aše.